# Anushka Sharma
Anushka Sharma (अनुष्का शर्मा em Hindi) é uma atriz e produtora indiana. É uma das atrizes mais bem pagas da sua geração e é conhecida por seus trabalhos em filmes de Bollywood como Rab Ne Bana Di Jodi (2008), onde fez sua estreia ao lado do astro Shah Rukh Khan, ganhando grande projeção. Anushka é casada com o famoso jogador de críquete indiano, Virat Kohli.

## Biografia
Anushka Sharma nasceu em 1 de maio de 1988 em Ayodhya, Uttar Pradesh.  Seu pai, o coronel Ajay Kumar Sharma, é um oficial do exército, e sua mãe, Ashima Sharma, é dona de casa.  Seu pai é natural de Uttar Pradesh, enquanto sua mãe é Garhwali.  Seu irmão mais velho é o produtor de cinema Karnesh Sharma, que anteriormente serviu na Marinha Mercante.
Sharma foi criada em Bangalore.  Ela foi educada na Escola do Exército de lá e recebeu um diploma em artes pelo Mount Carmel College.  Ela originalmente pretendia seguir a carreira de modelo ou jornalismo, e não tinha aspirações de ser atriz.  Após a formatura, Sharma mudou-se para Mumbai para continuar sua carreira de modelo.  Ela se matriculou na Elite Model Management e foi preparada pelo consultor de estilo Prasad Bidapa.  Em 2007, Sharma fez sua estreia na passarela na Lakme Fashion Week para designer O Show Les Vamps de Wendell Rodricks e foi escolhida para ser sua modelo final na Coleção Primavera Verão 2007.  Desde então tem feito campanhas para diversas marcas, entre elas Fiat Palio. Enquanto modelava, Anushka também ingressou em uma escola de atuação e começou a fazer testes para papéis no cinema.

## Carreira
Anushka Sharma estreou como atriz no drama romântico Rab Ne Bana Di Jodi (2008), de Aditya Chopra, ao lado de Shah Rukh Khan. Ela tirou um dia para se preparar para seu teste de tela no estúdio Yash Raj Films e se recusou a fazer um improvisado.  Ela foi contratada para três filmes com a produtora e conseguiu o papel principal da inocente Tani Sahni, uma jovem noiva de um homem de meia-idade, interpretado pelo Khan. O filme foi um grande sucesso comercial, conseguindo o feito de ser o filme hindi de maior bilheteria daquele ano, e ela recebeu indicações ao prêmio Filmfare de Melhor Atriz e Melhor Estreia Feminina.  Dois anos depois, Sharma interpretou a protagonista da comédia policial Badmaash Company, dirigida por Parmeet Sethi e co-estrelada por Shahid Kapoor, Vir Das e Meiyang Chang.
Mais tarde, em 2010, Sharma concluiu seu contrato de três filmes com Yash Raj Films, estrelando Band Baaja Baaraat, uma comédia romântica dirigida por Maneesh Sharma e co-estrelada pelo estreante Ranveer Singh. Por seu trabalho no filme, Sharma recebeu sua segunda indicação para o Prêmio Filmfare de Melhor Atriz.
O primeiro empreendimento de Sharma a não ser produzido pela Yash Raj Films foi o drama Patiala House (2011) dirigido por Nikkhil Advani e co-estrelado por Akshay Kumar. Sharma foi escalada como o interesse amoroso do personagem de Kumar. Naquele mesmo ano, ela se reuniu com Ranveer Singh e o diretor Maneesh Sharma novamente para a comédia dramática Ladies vs Ricky Bahl.

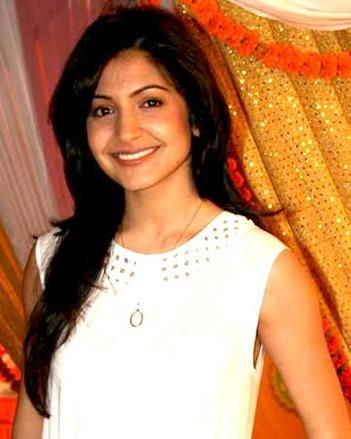
Anushka Sharma no evento promocional do filme Band Baaja Baaraat

Em 2012, Sharma desempenhou um papel coadjuvante ao lado de Shah Rukh Khan e Katrina Kaif no romance Jab Tak Hai Jaan, que marcou sua quinta colaboração com Yash Raj Films e a segunda com Khan. Por seu papel, ela ganhou o Prêmio Filmfare de Melhor Atriz Coadjuvante.  Jab Tak Hai Jaan conseguiu o feito de ser o terceiro filme de Bollywood de maior bilheteria de 2012 .
O trabalho seguinte de Anushka foi em um filme de Vishal Bhardwaj intitulado Matru Ki Bijlee Ka Mandola (2013), uma sátira política em uma vila em Haryana. Co-estrelando ao lado de Pankaj Kapur, Imran Khan e Shabana Azmi.
Em 2014, Sharma interpretou um jornalista de televisão que faz amizade com um estrangeiro (interpretado por Aamir Khan), na sátira religiosa PK de Rajkumar Hirani. Aclamado pela crítica, PK emergiu como o filme de Bollywood de maior bilheteria, com uma receita mundial de mais de US $ 98 milhões.
Sharma lançou uma produtora chamada Clean Slate Filmz, cujo primeiro lançamento foi o thriller NH10 (2015) de Navdeep Singh, no qual também desempenhou o papel principal. O filme também emergiu como um sucesso de bilheteria.
No drama policial de época de Anurag Kashyap, Bombay Velvet (2015), coestrelado por Ranbir Kapoor e Karan Johar, Sharma foi escalada como uma cantora de jazz, Rosie Noronha. No mesmo ano, Sharma foi destaque no papel de apoio como uma dançarina a bordo de um navio de cruzeiro no filme de Zoya Akhtar, Dil Dhadakne Do, uma comédia-drama em que ela estrelou com Ranveer Singh.  Suas atuações no NH10 e Dil Dhadakne Do lhe renderam indicações ao prêmio Filmfare de Melhor Atriz e Melhor Atriz Coadjuvante, respectivamente. 

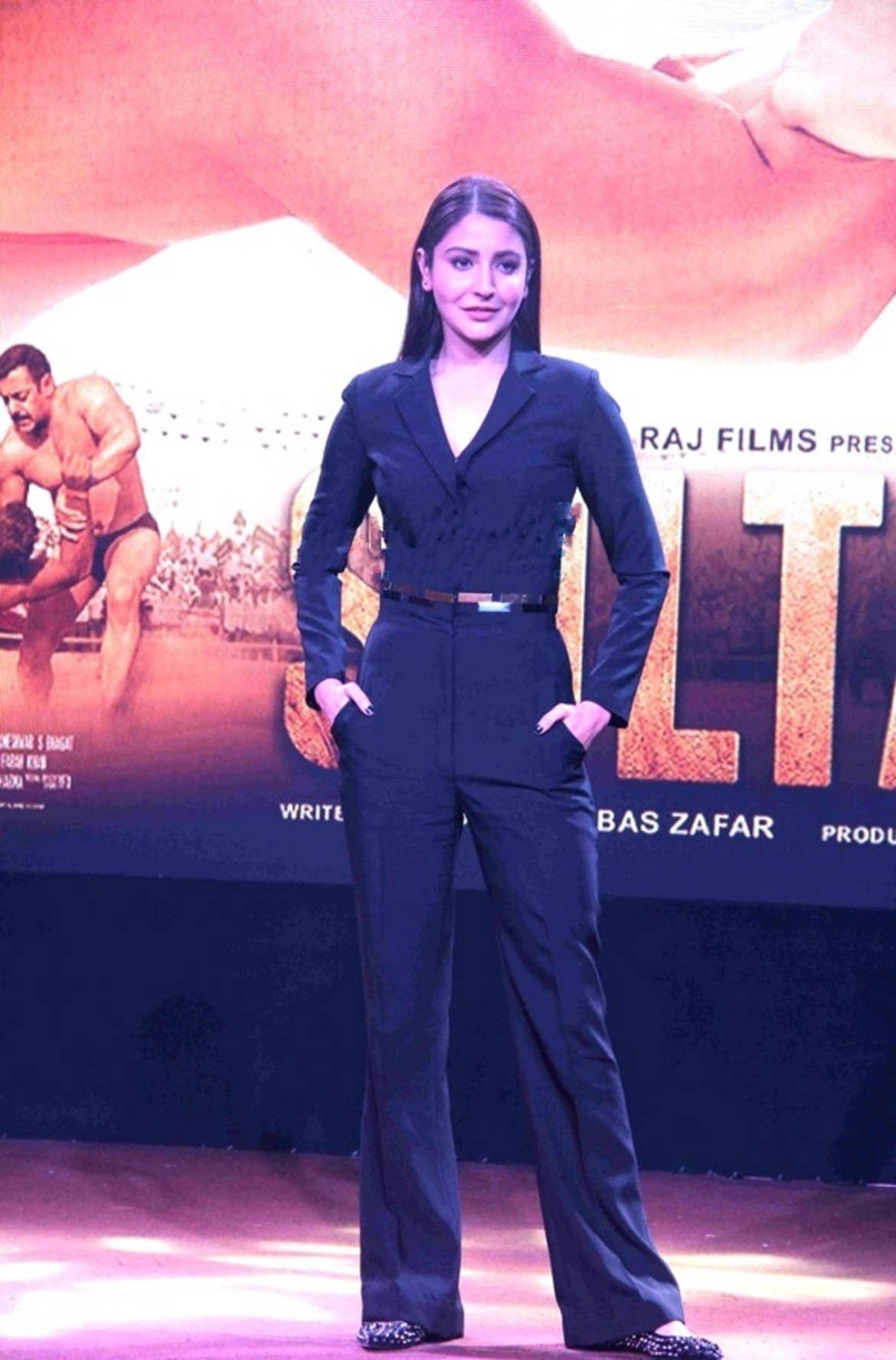
Anushka no evento promocional do filme Sultan em 2016

Sharma voltou a se reunir com Yash Raj Films em Sultan (2016), um drama esportivo romântico do escritor e diretor Ali Abbas Zafar. Ela assumiu o papel de Aarfa Hussain, uma lutadora de Haryana que inspira o personagem-título (interpretado por Salman Khan) a praticar o esporte.
Sharma alcançou mais sucesso no final daquele ano, quando deu vida a Alizeh Khan, uma garota de espírito livre no drama romântico de Karan Johar, Ae Dil Hai Mushkil, ao lado de Ranbir Kapoor e Aishwarya Rai. O filme arrecadou mais de 2 bilhões de dólares em todo o mundo, e Sharma recebeu uma indicação de Melhor Atriz no 62º Filmfare Awards.
A comédia de fantasia Phillauri de 2017, coestrelada por Suraj Sharma e Diljit Dosanjh, apresentou Sharma como uma fantasminha amigável que deseja se reencontrar com seu amado. Além de atuar e produzir, Sharma também cantou uma música no filme.  Após, ela colaborou com Shahrukh Khan pela terceira vez, sob direção de Imtiaz Ali no filme Jab Harry Met Sejal. Ao contrário de seus lançamentos de 2016, esses dois filmes não desempenharam uma boa bilheteria.
O primeiro filme de Sharma lançado em 2018 foi o filme de terror Pari, que ela estrelou e produziu. Após esse trabalho Anushka Sharma interpretou uma biógrafa, documentando a vida do atormentado ator Sanjay Dutt no filme biográfico Sanju de Rajkumar Hirani, estrelado por Ranbir Kapoor interpretando o personagem-título.
No mesmo ano, Sharma se juntou à Yash Raj Films pela oitava vez em Sui Dhaaga, uma comédia dramática coestrelada por Varun Dhawan.  Ela recebeu uma indicação para o Prêmio Filmfare Critics de Melhor Atriz pelo personagem.  A última aparição de Sharma em um filme foi em Zero, um drama sobre as tribulações românticas de um anão envolvendo duas mulheres, que a reuniu outra vez mais com Shah Rukh Khan e Katrina Kaif.  Ela interpretou uma cientista da NASA que sofria de paralisia cerebral. Tal como aconteceu com sua colaboração anterior com o ator Khan, Zero foi um fracasso de bilheteria.
Em 2020, Sharma foi produtora executiva da série de suspense policial Paatal Lok de sua empresa, lançada na Amazon Prime Video, e produziu o filme de terror Bulbbul para a plataforma de streaming Netflix.

## Vida Pessoal

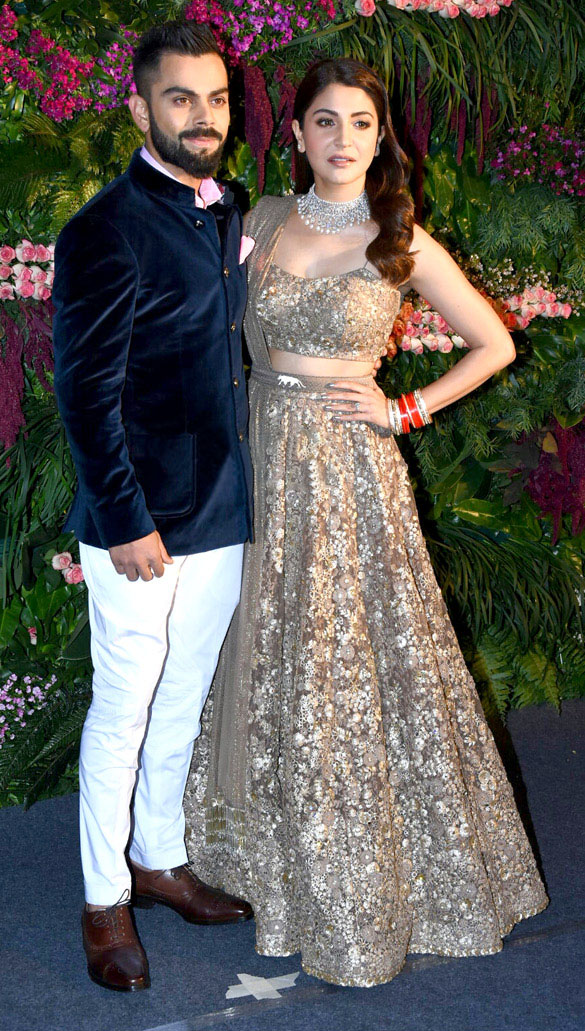
Anushka e o marido Virat Kohli

Anushka Sharma se tornou vegetariana em 2015. Ela também foi nomeada como "A Pessoa do Ano" pelo Tratamento Ético dos Animais (PETA). Ela é uma ávida praticante da Meditação Transcendental.  Sharma também revelou que sofre de transtorno de ansiedade e procurar sempre tratá-lo. Ela é praticante do hinduísmo e junto com sua família é seguidora do Anant Dham Atmabodh Ashram em Haridwar.  O Ashram é liderado por Maharaj Anant Baba, que é o guru espiritual de sua família e a atriz é uma visitante regular do Ashram.  O relacionamento romântico de Sharma com o jogador de críquete Virat Kohli atraiu uma intensa atenção da mídia indiana, embora ela tenha relutado em falar publicamente sobre isso.  O casal se casou na Itália em 11 de dezembro de 2017.  Em Janeiro de 2021 eles tiveram a primeira filha, Vamika.
Em setembro de 2013, Sharma participou e desfilou na passarela de um desfile de moda que foi realizado em memória do falecido cineasta Yash Chopra.  Ela participou da cerimônia de abertura da Premier League indiana em 2015, realizada em Calcutá, junto com outras celebridades.
Além de atuar, Sharma apóia diversas causas sociais. Ela já desfilou para apoiar a Sociedade de Bem-Estar Mijwan de Shabana Azmi, uma organização não governamental que ajuda a empoderar as mulheres.  Em 2013, ao lado de outros atores de Bollywood, ela se comprometeu a apoiar a educação das meninas indianas como parte da campanha de arrecadação de fundos "Our Girls, Our Pride" da NDTV.  Naquele mesmo ano, ela apareceu ao lado de outras celebridades em um comercial, produzido pela National Film Development Corporation da Índia , para criar consciência sobre o 'Direito à Educação' para crianças.  Em dezembro de 2014, Sharma leiloou a jaqueta de couro que ela usava no filme Jab Tak Hai Jaan na plataforma virtual eBay, com o valor arrecado indo para a reconstrução dos estados devastados pelas enchentes de Caxemira e Assão. Sharma também liderou uma campanha para coletar doações para as vítimas do terremoto de abril de 2015 no Nepal.  Ela apóia o Festival anual de Cinema de Mumbai e doou dinheiro em prol dele em 2015.  Sharma fala abertamente sobre a disparidade do pagamento que as atrizes tem em comparação aos seus colegas homens na indústria cinematográfica indiana.  Em 2016, ela apoiou a primeira banda transgênero da Índia.
Sharma também defendeu os direitos dos animais nas redes sociais. Em abril de 2014, ela acessou o Twitter para pedir a proibição de carruagens puxadas por cavalos em Mumbai. Em junho de 2015, ela condenou o Yulin Dog Meat Festival na China e pediu aos fãs que assinassem uma petição online com o objetivo de pará-lo, voltando a condenar o evento em 2020.  Em outubro de 2015, ela lançou 'Pawsitivity', uma campanha destinada a sensibilizar as pessoas sobre os efeitos adversos da poluição do ar, do ar, da água e do solo nos animais.  Em outubro de 2017, Sharma lançou sua própria linha de roupas, chamada Nush.

## Filmografia
| Ano  | Filme                      | Personagem             | Observação                                           |
| ---- | -------------------------- | ---------------------- | ---------------------------------------------------- |
| 2008 | Rab Ne Bana Di Jodi        | Taani Sahni            |                                                      |
| 2010 | Badmaash Company           | Bullbul Singh          |                                                      |
| 2010 | Band Baaja Baaraat         | Shruti Kakkar          |                                                      |
| 2011 | Patiala House              | Simran Chaggal         |                                                      |
| 2011 | Ladies vs Ricky Bahl       | Ishika Desai           |                                                      |
| 2012 | Jab Tak Hai Jaan           | Akira Rai              | Ganhou o Prêmio Filmfare de Melhor Atriz Coadjuvante |
| 2013 | Matru Ki Bijlee Ka Mandola | Bijlee Mandola         |                                                      |
| 2014 | PK                         | Jagat "Jaggu" Janini   |                                                      |
| 2015 | NH10                       | Meera                  | Atriz e Produtora                                    |
| 2015 | Bombay Velvet              | Rosie Noronha          |                                                      |
| 2015 | Dil Dhadkane Do            | Farah Ali              |                                                      |
| 2016 | Sultan                     | Aarfa                  |                                                      |
| 2016 | Ae Dil Hai Mushkil         | Alizeh Khan            |                                                      |
| 2017 | Phillauri                  | Shashi Kumari          | Atriz, produtora e cantora na música "Naughty Billo" |
| 2017 | Jab Harry Met Sejal        | Sejal Zaveri           |                                                      |
| 2018 | Pari                       | Rukhsana               | Atriz e Produtora                                    |
| 2018 | Sanju                      | Winnie Diaz            |                                                      |
| 2018 | Sui Dhaaga                 | Mamta                  |                                                      |
| 2018 | Zero                       | Aafia Yusufzai Bhinder |                                                      |
| 2020 | Angrezi Medium             | -                      | Participação Especial na música "Kudi Nu Nachne De"  |
| 2020 | Pataal Lok                 | -                      | Produtora Executiva                                  |
| 2020 | Bulbbul                    | -                      | Produtora                                            |

## Referência
1. ↑  Das, Ria (6 de novembro de 2020). «Anushka Sharma & Priyanka Chopra Feature On Fortune India's Most Powerful Women List». SheThePeople TV (em inglês). Consultado em 18 de novembro de 2020
2. ↑  «How the studious Anushka became SRK's heroine». www.rediff.com. Consultado em 18 de novembro de 2020
3. ↑  «Anushka Sharma celebrates 25th birthday in Goa - Hindustan Times». web.archive.org. 3 de maio de 2013. Consultado em 13 de novembro de 2020
4. 1 2 3  «There is no system in the film industry: Anushka - Times of India». The Times of India (em inglês). Consultado em 13 de novembro de 2020
5. 1 2  «Anushka Sharma: Lesser known facts». The Times of India. Consultado em 13 de novembro de 2020
6. 1 2  «10 facts about Anushka Sharma you didn't know». The Express Tribune (em inglês). 11 de março de 2015. Consultado em 13 de novembro de 2020
7. ↑  «Maiores Bilheterias da Índia em 2008». Box Oficce Índia. 2008. Consultado em 13 de novembro de 2020
8. ↑  «Badmaash Company». www.amazon.com. Consultado em 13 de novembro de 2020
9. ↑  «YRF launches new face with Anushka Sharma». The New Indian Express. Consultado em 13 de novembro de 2020
10. ↑  «Akshay, Anushka's Valentine date». Hindustan Times (em inglês). 24 de julho de 2010. Consultado em 13 de novembro de 2020
11. ↑  World, Republic. «Ranveer Singh's film Ladies Vs Ricky Bahl: Interesting trivia for fans». Republic World. Consultado em 13 de novembro de 2020
12. ↑  World, Republic. «Anushka Sharma's best moments from the iconic movie, Jab Tak Hai Jaan». Republic World. Consultado em 14 de novembro de 2020
13. ↑  January 21, P. T. I.; January 21, 2013UPDATED:; Ist, 2013 13:01. «Barfi, Kahaani emerge winners at Filmfare awards». India Today (em inglês). Consultado em 14 de novembro de 2020
14. ↑  World, Republic. «Anushka Sharma's 'Matru Ki Bijlee Ka Mandola': Interesting trivia about the film». Republic World. Consultado em 14 de novembro de 2020
15. ↑  EFE, Da (17 de janeiro de 2015). «Filme que satiriza hinduísmo desperta críticas, mas vira sucesso na Índia». Cinema. Consultado em 14 de novembro de 2020
16. ↑  «Anushka Sharma On 5 Years Of NH10: "It All Started With This One"». NDTV.com. Consultado em 14 de novembro de 2020
17. ↑  «Anurag Kashyap shares unseen Bombay Velvet posters featuring Ranbir Kapoor, Anushka Sharma on five year anniversary». Hindustan Times (em inglês). 17 de maio de 2020. Consultado em 14 de novembro de 2020
18. ↑  Jamkhandikar, Shilpa (5 de junho de 2015). «Movie Review: Dil Dhadakne Do». Reuters Blogs. Consultado em 14 de novembro de 2020
19. ↑  «'Sultan' Review: Star Power Trumps Authenticity In This Crowd-Pleaser». HuffPost India (em inglês). 6 de julho de 2016. Consultado em 14 de novembro de 2020
20. ↑  ANI. «Ae Dil Hai Mushkil turns 4: Anushka , Karan Johar share nostalgic posts». Telangana Today (em inglês). Consultado em 14 de novembro de 2020
21. ↑  «Anushka Sharma, Diljit Dosanjh begin shooting for 'Phillauri'». DNA India (em inglês). 20 de abril de 2016. Consultado em 14 de novembro de 2020
22. ↑  «Get the look: Anushka Sharma in Jab Harry Met Sejal». femina.in (em inglês). Consultado em 14 de novembro de 2020
23. ↑  Mar 2, Mirror Online / Updated:; 2020; Ist, 15:59. «Anushka Sharma pens heartfelt note as Pari completes two years». Mumbai Mirror (em inglês). Consultado em 14 de novembro de 2020
24. ↑  «Anushka Sharma's role in Sanju is inspired by Rajkumar Hirani, here's how». The Indian Express (em inglês). 28 de junho de 2018. Consultado em 16 de novembro de 2020
25. ↑  «Sui Dhaaga is a box-office hit». filmfare.com (em inglês). Consultado em 14 de novembro de 2020
26. ↑  Hungama, Bollywood (29 de dezembro de 2018). «Box Office: Zero goes down very fast on second Friday, may just about reach Rs. 100 crore lifetime :Bollywood Box Office - Bollywood Hungama» (em inglês). Consultado em 14 de novembro de 2020
27. ↑  months, Sushri Sahu 5 (10 de junho de 2020). «'Bulbbul' First Look: Anushka Sharma's New Netflix Film Will Remind You Of 'Pari'». Mashable India (em inglês). Consultado em 14 de novembro de 2020
28. ↑  «Anushka Sharma And 7 Other Celebrities Who Are Vegetarian». NDTV.com. Consultado em 16 de novembro de 2020
29. ↑  «Anushka Sharma Is PETA's Person of The Year». PETA India (em inglês). 27 de dezembro de 2017. Consultado em 16 de novembro de 2020
30. ↑  «Tehelka - India's Independent Weekly News Magazine». web.archive.org. 20 de dezembro de 2013. Consultado em 16 de novembro de 2020
31. ↑  Devgan, Kavita (16 de fevereiro de 2015). «Anxious? Don't hide it». mint (em inglês). Consultado em 16 de novembro de 2020
32. ↑  Service, Tribune News. «Anushka shows her spiritual leanings in Haridwar». Tribuneindia News Service (em inglês). Consultado em 16 de novembro de 2020
33. ↑  «Virat Kohli, Anushka Sharma visit Haridwar - Times of India». The Times of India (em inglês). Consultado em 16 de novembro de 2020
34. ↑  «I feel uncomfortable: Anushka Sharma on discussing Virat Kohli in public». Hindustan Times (em inglês). 6 de junho de 2015. Consultado em 16 de novembro de 2020
35. ↑  «Anushka Sharma and Virat Kohli married in Italy, grand reception planned in Delhi and Mumbai». Hindustan Times (em inglês). 11 de dezembro de 2017. Consultado em 16 de novembro de 2020
36. ↑  «Anushka Sharma shares first photo of daughter with Virat Kohli, names her Vamika». Hindustan Times (em inglês). 1 de fevereiro de 2021. Consultado em 26 de fevereiro de 2021
37. ↑  «Anushka Sharma,Parineeti Chopra pay tribute to Nargis,Madhubala». The Indian Express (em inglês). 28 de setembro de 2013. Consultado em 16 de novembro de 2020
38. 1 2  «Raining of Stars on Mijwan - MSF 2011 - Mijwan Welfare Society :: A Dream of Kaifi Azmi». web.archive.org. 4 de março de 2016. Consultado em 16 de novembro de 2020
39. ↑  «Shah Rukh Khan: Ladies first, heroine's name before mine no big deal - NDTV Movies». NDTVMovies.com (em inglês). Consultado em 16 de novembro de 2020
40. ↑  «Ranbir Kapoor, Anushka Sharma campaign for donations for Nepal». The Indian Express (em inglês). 29 de abril de 2015. Consultado em 16 de novembro de 2020
41. ↑  «Ranbir Kapoor, Anushka Sharma auction costumes to raise funds for charity». The Indian Express (em inglês). 4 de dezembro de 2014. Consultado em 16 de novembro de 2020
42. ↑  Hooli, Shekhar H. (1 de maio de 2015). «Nepal Earthquake: Anushka Sharma Thanks Fans for Donations». www.ibtimes.co.in (em inglês). Consultado em 16 de novembro de 2020
43. ↑  KBR, Upala (3 de junho de 2016). «Anushka Sharma helps out MAMI Festival». DNA India (em inglês). Consultado em 16 de novembro de 2020
44. ↑  «Budget 2015: Bollywood star Anushka Sharma bats for equal pay and playing field for women». The Economic Times. Consultado em 16 de novembro de 2020
45. ↑  «'Hum Hai Happy': Sonu Nigam, YRF launch India's first transgender band - Bollywood News , Firstpost». Firstpost. 7 de janeiro de 2016. Consultado em 16 de novembro de 2020
46. ↑  «Anushka Sharma Tweets to Help Horses - Blog». PETA India (em inglês). 7 de maio de 2014. Consultado em 16 de novembro de 2020
47. ↑  «Anushka Sharma criticizes China's controversial dog meat festival Yulin: 'What will it take for them to ?'». Free Press Journal (em inglês). Consultado em 16 de novembro de 2020
48. ↑  Oct 19, Sanyukta IyerSanyukta Iyer / Updated:; 2015; Ist, 00:00. «Anushka's pet peeve». Mumbai Mirror (em inglês). Consultado em 16 de novembro de 2020
49. ↑  «Anushka Sharma launches her very own clothing line, Nush, in Mumbai». Vogue India (em inglês). Consultado em 16 de novembro de 2020